# Thomas Gordon
Thomas Gordon (ur. 11 marca 1918 w Paris, zm. 26 sierpnia 2002 w Solana Beach) – amerykański psycholog i psychoterapeuta, autor bestsellerowych poradników dla rodziców, nauczycieli, wychowawców, animatorów kształcenia dorosłych i liderów, menadżerów, w których prezentuje swoją koncepcję stosunków międzyludzkich bez zwycięzców i bez pokonanych.

## Życiorys
Podczas II wojny światowej był dowódcą oficerów w Wojskowym Korpusie Spadochroniarzy. Na początku lat 40. studiował u Carla Rogersa na Uniwersytecie w Ohio State, następnie współpracował z nim w kreowaniu modelu nowoczesnego i efektywnego treningu przywódców, gdzie na prośbę w książce Carla Rogersa (Client-Centered Psychotherapy: Its Current Practice, Implications, and Theory) ukazał się jego rozdział zatytułowany Group-Centered Leadership and Administration. Pierwsza książka Gordona pt. Group Centered Leadership: A Way of Releasing the Creative Potential of Groups (Przywództwo skoncentrowane na grupie: Sposób wyzwalania twórczego potencjału grup.) została wydana w Nowym Jorku w 1955 roku. Od 1962 pracował w Pasadenie w Kalifornii nad programem szkolenia dla rodziców w zakresie nabywania partnerskich umiejętności wychowywania własnych dzieci (Wychowanie bez porażek czyli Trening Skutecznego Rodzica), które przysporzyły mu międzynarodową sławę. W efekcie tego powstało w Stanach Zjednoczonych ponad 200 ośrodków szkoleń dla rodziców, które ukończyło kilkaset tysięcy rodziców oraz ruch społeczny – Effectiveness Training Association (później Gordon Training International). W Stanach Zjednoczonych oraz innych krajach powstawały i powstają nadal ośrodki kształcenia gordonowskiego, w których prowadzone są kursy dla wychowawców oraz kształceni są trenerzy do prowadzenia zajęć z tymi grupami (w Polsce jest nim Polskie Centrum Edukacji Gordona).

## Poglądy
Koncepcję Thomasa Gordona wychowanie bez porażek uznać należy za pedagogię, czyli odmienny paradygmat edukacyjny, ze względu na takie jej cechy:
- „źródła swej koncepcji T. Gordon wywodzi z psychologii humanistycznej, przyjmując za nią koncepcję człowieka;
- opiera ją na teorii stosunków międzyludzkich, przykładając szczególne znaczenie do zasad komunikacji interpersonalnej;
- występuje przeciwko stosunkom władzy, posługiwania się siłą i lękiem w kontaktach z innymi ludźmi, w tym szczególnie z dziećmi;
- wychodzi z założenia, że podstawową przyczyną konfliktów jest posługiwanie się przez większość wychowawców barierami komunikacji;
- pragnie, by stosunki wychowawcze opierały się na wzajemnym poszanowaniu swoich potrzeb, na miłości i odpowiedzialności;
- proponuje program treningu dla wychowawców, podczas którego mogą oni posiąść umiejętności efektywnej komunikacji oraz konstruktywnego rozwiązywania konfliktów;
- zakłada, że zrozumienie podstawowych zasad jego koncepcji oraz nauczenie posługiwania się proponowanymi przez niego narzędziami, zmienią kontakty wychowawca – wychowanek na lepsze, bardziej efektywne.”[2]

Pedagogia ta opiera się ponadto na teorii równoważnych stosunków międzyludzkich, w tym także między dorosłymi (wychowawcy, nauczyciele) a dziećmi (wychowankowie, uczniowie). W takich relacjach każdy traktowany musi być podmiotowo, z poszanowaniem jego praw i potrzeb. Aby relacja przynosiła stronom pozytywne odczucia, a także by była skuteczna, konieczne jest nawiązanie przez wychowawców, dorosłych szczególnego rodzaju kontaktów, polegających przede wszystkim na odczytywaniu werbalnych i niewerbalnych sygnałów wysyłanych przez dzieci, a co za tym idzie dostarczanie im adekwatnej do potrzeb oferty.
Cele wychowania zaproponowane przez Gordona wywodzą się z jego sposobu postrzegania dziecka jako człowieka, ze wszystkimi ludzkimi cechami i reakcjami. Dziecko nie jest niczyją własnością i jako odrębna jednostka ma prawo do prywatności, samodzielnego rozwiązywania problemów, samodzielnego myślenia. Na tej podstawie celem wychowania, według Gordona jest powstanie jednostki:
- autonomicznej, twórczej i niezależnej, mogącej realizować własne możliwości;
- samodzielnej w radzeniu sobie z problemami;
- zdolnej do zaspokajania własnych potrzeb, odpowiedzialnej za siebie, zdolnej do samokontroli i samooceny;
- lubiącej siebie i posiadającej poczucie własnej wartości;
- autentycznej w wyrażaniu swoich uczuć;
- umiejącej współpracować z innymi, zdolnej do respektowania cudzych potrzeb, a przy tym nie zapominającej o własnych;
- będącej w stanie samodzielnie ustanawiać sobie granice własnej swobody i wolności;
- wewnętrznie zdyscyplinowanej;
- produktywnej, w pełni realizującej swoje życiowe możliwości.

Podsumowując można powiedzieć, że naczelnym celem wychowania jest szeroko rozumiany rozwój dziecka, który powinien wynikać z jego własnego potencjału, a nie dążenia do określonych wzorców czy ideałów. Potwierdzeniem tej tezy są słowa samego Gordona, by wychowanek stał się tym, czym stać się może, choćby to było bardzo różne od rodziców, albo od przedstawionych mu przez rodziców wzorów. To jest jego niezbywalne prawo.
Zadaniem wychowania jest więc zmiana dotychczasowych metod oddziaływań wychowawczych. Ma to związek z nieustannym rozwojem świata, poszerzaniem wiedzy i obalaniem istniejących mitów. Mity te dotyczą zarówno dzieci, jak i wychowawców.
Nie jest już prawdą to, że dziecko:
- nie jest jeszcze pełnowartościowym człowiekiem (ono nim jest, a relacje między rodzicami i dziećmi należy rozpatrywać na równi z pozostałymi stosunkami międzyludzkimi);
- jest złe z natury więc trzeba je dyscyplinować stosując wobec niego surowe kary cielesne (dziecko z natury jest dobre, w więc wychowywać je należy zgodnie z nauką Chrystusa, opierając się na przykazaniu miłości);
- jest własnością rodziców, ich kontynuacją (rodzice nie powinni porównywać swojego dziecka do żadnych wzorców, powinni szanować i akceptować jego indywidualność);
- chce, by dorośli wyznaczali mu granice zachowań (dziecko potrzebuje informacji o odczuciach rodziców, związanych z różnymi jego zachowaniami, aby samo mogło modyfikować swoje zachowania);
- bunt okresu dorastania jest zjawiskiem naturalnym (dziecko buntuje się przeciwko destrukcyjnym metodom wychowawczym rodziców, a nie przeciwko nim samym).

Mity dotyczą także wychowawców, zdaniem Gordona odnoszą się one do następujących kwestii.
Nie jest już prawdą to, że wychowawcy:
- muszą być czymś więcej niż zwykłymi ludźmi i mają w związku z tym obowiązek być czymś lepszym niż tylko ludzie (są oni jednak prawdziwymi ludźmi z ludzkimi wadami, ograniczeniami, prawdziwymi uczuciami);
- muszą być konsekwentni (różnorodność sytuacji z jakim spotyka się człowiek w zasadzie uniemożliwia mu bycie zawsze konsekwentnym, niemożliwe jest posiadanie niezmiennych uczuć);
- muszą stanowić zwarty front w wychowaniu (każdy z rodziców, wychowawców ma prawo do reagowania we własny sposób na zachowanie dzieci);
- muszą zawsze akceptować dziecko (można bez używania przemocy pokazać dziecku, jakich jego zachowań nie jest się w stanie zaakceptować, ale tak by nie odebrało tego jako odrzucanie jego osoby);
- muszą zwyciężać, gdyż w przeciwnym przypadku zostaną pokonani oraz mają prawo narzucać dzieciom swoją wolę i rozwiązania (używając zakazów i kar powodują sytuację, w której to dzieci przegrywają, a taka sytuacja nie powinna mieć miejsca, w procesie wychowania nie ma zwycięzców i pokonanych);
- muszą przekazywać dzieciom swoją hierarchię wartości (problemy dotyczące wartości, upodobań, osobistych przekonań nie nadają się do rozwiązywania w sposób autorytarny; wychowawcy mogą przekazywać dzieciom swoje przekonania dotyczące wartości, wyznając i realizując je we własnym życiu, co jest najlepszą drogą do skutecznego zarażania nimi dzieci);
- są odpowiedzialni za przekazywanie kultury (wychowawcy powinni wprowadzać dzieci w świat kultury, pokazywać im jej wzory i dziedzictwo oraz wyjaśniać źródła norm);
- powinni używać w stosunku do dzieci swojej władzy i autorytetu (dzieci mają wtedy poczuci przedmiotowości i braku realnego wpływu na swoje życie, mogą więc reagować przejawiając taki uczucia i zachowania jak: bunt, upór, przekora, gniew, agresja, oszukiwanie, organizowanie się przeciwko wychowawcom, wycofywanie się itp.)[4].

Stosowanie w kontaktach z dziećmi fałszywych przekonań, według Gordona, prowadzi często do powstania sytuacji konfliktowych. Są to sytuacje nieodłączne dla naszej egzystencji. Byłyby to faktycznie niezwykłe stosunki, gdyby w ciągu pewnego czasu potrzeby jednego człowieka nie znalazły się w konflikcie z potrzebami drugiego. Gdy dwoje jakichkolwiek ludzi (lub dwie grupy) koegzystuje, musi nieuchronnie dochodzić do konfliktu ponieważ ludzie są inni, myślą inaczej, mają różne potrzeby, zainteresowania, życzenia, które czasem są sprzeczne. Dlatego konflikt nie jest z konieczności zły – istnieje jako rzeczywistość we wszystkich stosunkach. Faktycznie relacje bez widocznego konfliktu mogą być mniej zdrowe, niż te, gdzie często dochodzi do konfliktów. (…) Konflikt jest chwilą prawdy relacji między rodzicami a dzieckiem – próbą zdrowia, kryzysem, który może was osłabić lub umocnić, rozstrzygającym wydarzeniem, które może przyniesie ze sobą trwałą nienawiść, narastającą wrogość, psychologiczne blizny. Konflikty mogą ludzi rozdzielać lub pociągać do ściślejszej oraz bardziej zażyłej zgody; zawierają ziarno zniszczenia i ziarno większej jedności; mogą prowadzić do zaciętej walki lub głębszego wzajemnego zrozumienia. Sposób uporania się z konfliktami jest może najbardziej decydującym czynnikiem dla stosunków między rodzicami i dzieckiem. Czynnikiem decydującym o powodzeniu procesu wychowania jest uzewnętrznianie konfliktów, traktowanie ich w sposób naturalny, rozwiązywane przez wychowawców w konstruktywny sposób są dla dziecka nauką radzenia sobie z konfliktami, z którymi dziecko spotka się w przyszłości.
W sposobie rozwiązywania konfliktów Gordon wyróżnia można trzy metody:
1. kiedy między rodzicami a dzieckiem dochodzi do konfliktu, o tym jak ma wyglądać jego rozwiązanie decydują rodzice. Uważają oni, że dziecko zaakceptuje taką sytuację, kiedy natomiast wyraża ono swój sprzeciw, rodzice czują się zagrożeni pod względem ich autorytetu, starają się zmusić dziecko do posłuszeństwa – rodzic zwycięża, dziecko przegrywa;
2. kiedy między rodzicami a dzieckiem dochodzi do konfliktu, o tym jak ma wyglądać jego rozwiązanie początkowo decydują rodzice, starają się by dziecko przyjęło proponowane przez nich rozwiązanie, jednak w momencie gdy ono się sprzeciwia, rodzice ustępują i pozwalają mu działać zgodnie z jego chęcią – dziecko zwycięża, rodzic przegrywa;
3. kiedy między rodzicami a dzieckiem dochodzi do konfliktu, zarówno rodzice jak i dziecko wspólnie szukają rozwiązania, które zapewni zaspokojenie potrzeb obu stron – nikt nie przegrywa, nikt nie wygrywa. Stąd nazwa – metoda bez porażek. Obie strony mają możliwość zgłaszania pomysłów na rozwiązanie, które potem się ocenia, po podjęciu decyzji, które z rozwiązań jest najlepsze, rodzice razem z dzieckiem zastanawiają się jak je zrealizować[6].

Proponowana przez Gordona metoda rozwiązywania konfliktów bez porażek składa się z sześciu faz:
1. rozpoznanie i nazwanie konfliktu (polegające na poinformowaniu dziecka, że powstał konflikt, który należy rozwiązać, a także o tym, jakie uczucia lub potrzeby rodzica/wychowawcy nie mogą być zrealizowane poprzez zaistnienie sytuacji konfliktowej, otrzymujemy wtedy od dziecka informację zwrotną dotyczącą jego odczuć związanych z tą sytuacją);
2. poszukiwanie możliwych rozwiązań konfliktu (kluczem do tego etapu jest jak największa ilość możliwych rozwiązań, najważniejsze jest, aby nie oceniać żadnego z rozwiązań w momencie jego pojawienia się, należy zastosować metodę zwaną burzą mózgów);
3. krytyczna ocena projektów rozwiązań (wspólna analiza pomysłów pod kątem przydatności, odrzucanie nieprzydatnym pomysłów);
4. wybór najlepszego rozwiązania (rozwiązanie takie powinno być przyjęte przez obie strony, zrozumiałe, w przypadku kiedy składa się ono z kilku punktów można zapisać je by żaden z punktów nie został zapomniany);
5. opracowanie sposobów wprowadzenia w życie obranego rozwiązania (należy dokładnie przeanalizować wszystkie szczegóły związane z wykonaniem postanowienia, niejasności w tym względzie mogą stać się przyczyną kolejnych konfliktów);
6. poddanie kontroli i ocena krytyczna (może się zdarzyć, że przyjęte rozwiązanie nie sprawdza się w życiu, możliwe, że któraś ze stron nie jest w stanie go przestrzegać. Wówczas należy renegocjować warunki umowy by nie dopuścić do narastania konfliktu[7].

Wobec stosowania dyscyplinujących sposobów wychowawczych, Gordon proponuje wykorzystywanie następujących alternatywnych oddziaływań:
- stosowanie wypowiedzi „ja”(inne języki),
- aktywne słuchanie,
- prawidłowe odczytywanie potrzeb dzieci,
- stosowanie handlu zamiennego,
- zmiana otoczenia,
- zmiana faz rozwiązywania konfliktów, celem zmniejszenia oporu,
- rozwiązywanie problemu oraz
- zmiana uczuć wtórnych na pierwotne.”[8]

## Krytyka pedagogii Gordona
Najważniejsze zarzuty wobec pedagogii Gordona można ująć w czterech punktach:
1. Pierwszy zarzut dotyczy powiązań pedagogii Gordona z psychologią humanistyczną. Skoro bowiem ta wyniosła do rangi probierza i wyznacznika prawdziwości twierdzeń czy zaleceń naukowych myślenie potoczne, to można już na samym wstępie zdyskwalifikować oferowane przez Gordona poglądy, jako nie tylko potoczne, czyli nienaukowe, ale i wpisujące się w swoistego rodzaju «modę» na treści z przeznaczeniem dla szerokiego odbiorcy i propagujące, na poziomie dostępnym niewykształconemu psychologicznie czytelnikowi, podstawowe zasady i idee dyscypliny macierzystej.[9]
2. Drugi zarzut związany jest z przekazywaniem przez Gordona swoim czytelnikom bezdyskusyjnych poglądów, które stają się regułami zachowań do opanowania, ich przyswojenie i stosowanie ma doprowadzić do wywołania pożądanych wzorów zachowań dzieci.
3. Kolejny zarzut związany jest z faktem, iż mimo ogromnej popularności poradników Gordona odpowiadających na masowe, społeczne zapotrzebowanie, nie znajduje on zadowalającej odpowiedzi na pytania o naturę mechanizmów i sposobów oddziaływań sprzyjających właściwemu wychowaniu dzieci i młodzieży, czy efektywnemu kierowaniu zespołem ludzi. Uważa się, że jego książki skierowane są do ludzi odnoszących same porażki i niepowodzenia, którzy z nadzieją szukają odpowiedzi na dręczące ich pytania.
4. Ostatni zarzut odnosi się do treści jego podręczników. Według krytyków zawierają one jednowymiarowy obraz świata, gdzie proces wychowania ujęty jest w kategoriach ściśle mechanicznych, gdzie wychowawcy powinni troszczyć się przede wszystkim o spełnianie przez dzieci obowiązków społecznych i interpersonalnych. Jest to zmuszanie do przyjęcia sztucznych regulacji wzajemnych kontaktów[10].

## Wybrane publikacje
| Data wydania | Tytuł                                                    | Uwagi                                   |
| ------------ | -------------------------------------------------------- | --------------------------------------- |
| 1974         | Wychowanie bez porażek w szkole                          |                                         |
| 1977         | Wychowanie bez porażek szefów, liderów, przywódców       |                                         |
| 1989         | Wychowanie w samodyscyplinie                             |                                         |
| 1991         | Wychowanie bez porażek czyli Trening Skutecznego Rodzica |                                         |
| 1995         | Pacjent jako partner                                     | wraz z dr med. W. Sterlingiem Edwardsem |
| 1995         | Jak dobrze żyć z ludźmi                                  | wraz z Noelem Burchem                   |